# Crosspicking
Le Crosspicking est une technique qui permet de suggérer une mélodie ou de décorer l'exécution d'une mélodie qu'un musicien interprète en utilisant une mandoline ou une guitare. Elle est surtout connue en tant qu'élément du style des guitaristes de bluegrass. Elle a été conçue en s'inspirant des roulements de banjo (en) qu'Earl Scruggs avait rendus populaires au sein des Blue Grass Boys, l'orchestre de Bill Monroe.

## Histoire

### Guitare
Le premier guitariste connu pour avoir employé le crosspicking, est George Shuffler lorsqu'il travaillait pour les The Stanley Brothers.
Vers 1951 et 1952, George Shuffler, qui était alors un contrebassiste très demandé, travailla quelque temps avec Jesse McReynolds. Ils passèrent pas mal de temps à jouer ensemble pour le plaisir et George Shuffler commença à pratiquer le crosspicking sur une guitare et avouait encore cinquante ans après que pendant des années, il ne sut quoi trop en faire.
En 1961, les Stanley Brothers ne disposaient pas de beaucoup de moyens, et George Shuffler était le seul musicien qu'ils pouvaient salarier à plein temps. Il accompagnait souvent seul, à la contrebasse ou à la guitare, la guitare de Carter Stanley et le banjo de Ralph Stanley. À l'origine, Ralph Stanley exécutait seul tous les solos et les deux guitares ne servaient que pour la rythmique. George Shuffler se souvint des techniques de cross picking qu'il avait développé quelques années auparavant, comme un hobby, et se proposa de les utiliser dans des solos de guitare acoustique.
Les premiers enregistrements dans lesquels George Shuffler utilisait le crosspicking furent réalisés en juillet 1961 (sur l'introduction de « There is a Trap », et pour décorer quelqueq pauses de voix sur « Thy Burden is Greater than Mine »). La technique fut employée complètement pour la première fois, en septembre 1961 pour l'enregistrement de « I’m Only Human » dans lequel elle servit pour l'introduction, pour l'accompagnement et pour un solo.
La technique n'était pas très convaincante du point de vue de Carter et de Ralph Stanley qui y voyaient une mauvaise imitation de la technique que Jesse McReynolds employait à la mandoline, et George Shuffler reçut surtout les encouragements de la part de Chuck Seltz, l'ingénieur du son de King Records qui réalisait les enregistrements. Mais le public apprécia et Syd Nathan, le propriétaire suffisamment satisfait pour continuer à honorer le contrat des Stanley Brothers.